# Michal Šalomoun
Michal Šalomoun, né le 21 octobre 1974 à Třebíč, est un homme politique, avocat et universitaire tchèque.